# High 'n' Dry
Albums de Def Leppard
On Through the Night
(1980) Pyromania
(1983)
Singles
1. Let It Go
Sortie : juillet 1981
2. Bringin' On the Heartbreak
Sortie : 13 novembre 1981

High 'n' Dry est le deuxième album du groupe de hard rock britannique Def Leppard, composé à l'époque du chanteur Joe Elliott, des guitaristes Steve Clark et Pete Willis, du bassiste Rick Savage et du batteur Rick Allen. Il est sorti le 11 juillet 1981 sur le label Vertigo Records pour l' Europe et Mercury Records pour l'Amérique du Nord et a été produit par Robert John "Mutt" Lange.

## Historique
Cet album fut enregistré entre les mois de mars et juin 1981 à Londres dans les Battery Studios. Il est le dernier album du groupe avec le guitariste Pete Willis comme membre à plein temps. Pour promouvoir l'album, le groupe part pour une tournée européenne en première partie de Rainbow et une tournée américaine en support de Ozzy Osbourne et Blackfoot.
Cet album marque l'empreinte du groupe dans le début des années 1980 et constitue un signe précurseur du succès du groupe à venir du milieu des années 1980 au début des années 1990.
Il se classe à la 26e place des charts britanniques et à la 38e place du Billboard 200 aux États-Unis où il sera certifié double disque de platine en 1992 pour avoir été vendu à plus de deux millions d'exemplaires.
Il contient des titres cultes comme : Let It Go, High and Dry (Saturday Night), l'instrumental Switch 625 et la ballade emblématique Bringing on the Heartbreak reprise plus tard par Mariah Carey.

## Liste des pistes
Face 1
| No | Titre                         | Auteur                                | Durée |
| -- | ----------------------------- | ------------------------------------- | ----- |
| 1. | Let It Go                     | Pete Willis, Steve Clark, Joe Elliott | 4:43  |
| 2. | Another Hit and Run           | Rick Savage, Elliott                  | 4:59  |
| 3. | High 'n' Dry (Saturday Night) | Clark, Savage, Elliott                | 3:25  |
| 4. | Bringin' On the Heartbreak    | Clark, Willis, Elliott                | 4:33  |
| 5. | Switch 625                    | Clark                                 | 3:03  |

Face 2
| No  | Titre                              | Auteur                             | Durée |
| --- | ---------------------------------- | ---------------------------------- | ----- |
| 6.  | You Got Me Runnin                  | Willis, Clarke, Elliott            | 4:22  |
| 7.  | Lady Strange                       | Willis, Clark, Rick Allen, Elliott | 4:40  |
| 8.  | On Through the Night               | Clark, Savage, Elliott             | 5:06  |
| 9.  | Mirror, Mirror (Look into My Eyes) | Clarke, Elliott                    | 4:07  |
| 10. | No No No                           | Savage, Willis, Elliott            | 3:13  |

Titres bonus réédition 1984
| No  | Titre                              | Auteur                 | Durée |
| --- | ---------------------------------- | ---------------------- | ----- |
| 11. | Bringin' on the Heartbreak (Remix) | Clark, Willis, Elliott | 4:33  |
| 12. | Me & My Wine (Remix)               | Clark, Savage, Elliott | 3:40  |

## Musiciens
- Joe Elliott: chant
- Steve Clark: guitare rythmique et solo, chœurs
- Pete Willis: guitare rythmique et solo, chœurs
- Rick Savage: basse, chœurs
- Rick Allen: batterie, chœurs

## Charts et certifications
| Pays        | Durée du classement | Meilleur classement |
| ----------- | ------------------- | ------------------- |
| États-Unis  | 123 semaines        | 38e                 |
| Royaume-Uni | 7 semaines          | 26e                 |
| Suède       | 4 semaines          | 31e                 |

| Pays       | Certification | Ventes      | Date       |
| ---------- | ------------- | ----------- | ---------- |
| Canada     | Platine       | 100 000+    | 27/05/1988 |
| États-Unis | 2 × Platine   | 2 000 000 + | 10/02/1992 |

### Charts singles
| Date | Single                     | Chart                  | durée du classement | Position |
| ---- | -------------------------- | ---------------------- | ------------------- | -------- |
| 1981 | Let It Go                  | Mainstream Rock Tracks | 6 semaines          | 34e      |
| 1981 | Bringin' On the Heartbreak | Hot 100                | 8 semaines          | 61e      |